# Ектор Бельєрін
Ектор Бельєрін (ісп. Héctor Bellerín, нар. 19 березня 1995, Барселона, Іспанія) — іспанський каталонський футболіст, правий захисник клубу «Реал Бетіс».
Найбільш відомий виступами за лондонський «Арсенал», у складі якого по три рази вигравав Кубок та Суперкубок Англії. Надалі грав за ряд клубів, в тому числі «Барселону», але серйозних успіхів не мав.

## Клубна кар'єра

### «Арсенал»

#### Ранні роки
З 2003 по 2011 рік знаходився в академії «Барселони». У 2011 його придбав лондонський «Арсенал». У академії «червоно-білих» Ектор знаходився до 2013 року. Того року він дебютував за клуб у матчі Кубка Англії проти «Вест-Бромвіч Альбіон».
На початку сезону Ектора було віддано в оренду до «Вотфорда». Там він не став основним гравцем, зігравши лише 8 матчів.

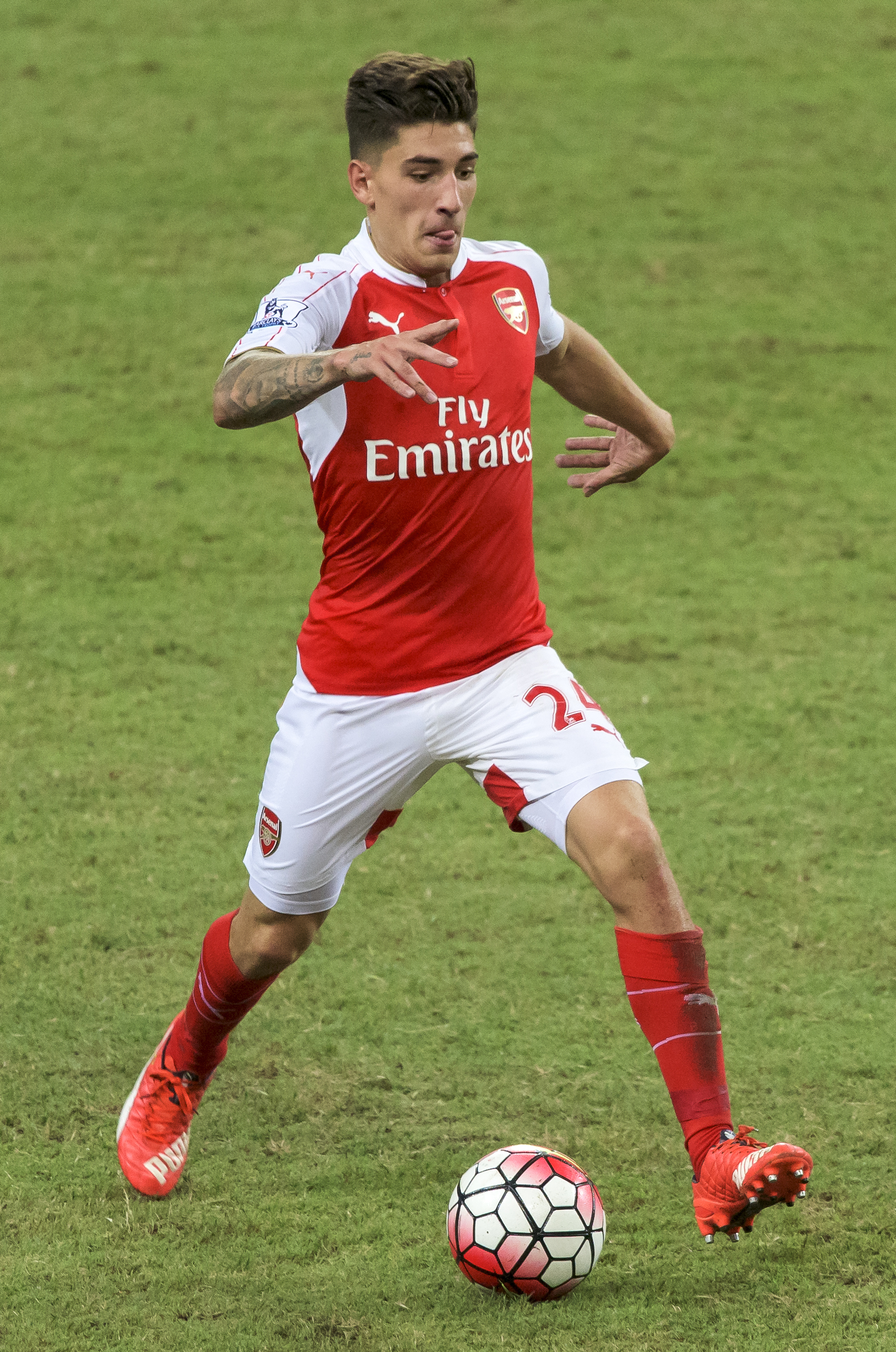
Ектор Бельєрін під час виступів за «Арсенал». 2015 рік.

#### Сезон 2014/15
2014 року дебютував у Лізі чемпіонів у матчі проти дортмундської «Боруссії». У матчі 16 туру чемпіонату проти «Ньюкасл Юнайтед» заробив жовту картку й віддав гольовий пас. У матчі 23 туру забив гол у ворота «Астон Вілли» на 92 хвилині. У матчі 31 туру забив гол на 37 хвилині в ворота «Ліверпуля», а на 70 хвилині отримав жовту картку. Зіграв у фіналі Кубка Англії з «Астон Віллою», де клуб Ектора став переможцем.

#### Сезон 2015/16
У 9 турі чемпіонату віддав гольову передачу в матчі з «Вотфордом». У наступному матчі відзначився гольовою передачею на 94 хвилині гри з «Баварією». У матчі Кубка Англії віддав дві гольові передачі в грі з «Сандерлендом». У матчі-дербі 29 туру з «Тоттенгемом» повторив це досягнення й подарував своїй команді нічию. На 42 хвилині матчу з «Евертоном» знову віддав результативну передачу. Одразу в наступному матчі забив гол у ворота «Вотфорда». У 38 турі чемпіонату віддав гольовий пас у матчі з «Астон Віллою».

#### Сезон 2016/17
У матчі 6 туру з лондонським «Челсі» віддав гольову передачу.

### Оренда в «Реал Бетіс»
31 серпня 2021 року Бельєрін повернувся до Іспанії після десятиліття, приєднавшись до клубу «Реал Бетіс» на правах сезонної оренди. Він дебютував у Ла Лізі через 13 днів, у матчі з «Гранадою» (2:1). У фіналі Кубка Іспанії 2022 року він відіграв всі 120 хвилин, коли його команда перемогла «Валенсію» і завоювала кубок.

### «Барселона» і «Спортінг»
1 вересня 2022 року Бельєрін повернувся до «Барселони» після розірвання контракту з «Арсеналом». Він підписав однорічну угоду, при цьому «Арсенал» мав отримати 25% суми майбутнього трансферу. Він був підписаний, щоб компенсувати відсутність травмованого правого захисника Сержиньйо Деста і дебютував у клубі зі свого рідного міста 10 вересня, вийшовши в основі у матчі проти «Кадіса» (4:0). Згодом він ще двічі виходив на поле на заміну у першій половині сезону, так і не закріпившись в основі.
В результаті 31 січня 2023 року Бельєрін підписав шестимісячний контракт із португальським «Спортінгом». Він дебютував через шість днів у матчі з «Ріу Аве» (1:0) і загалом ровів 13 ігор за команду з Лісабона, забивши один гол 27 лютого у домашній грі з «Ештуріл-Праєю» (2:0).

### Повернення в Реал Бетіс
18 липня 2023 року Бельєрін повернувся в «Реал Бетіс», уклавши п’ятирічний контракт у статусі вільного агента.

## Виступи за збірні
2011 року дебютував у складі юнацької збірної Іспанії, взяв участь у 20 іграх на юнацькому рівні, відзначившись одним забитим голом.
З 2015 року залучався до складу молодіжної збірної Іспанії. На молодіжному рівні зіграв у 14 офіційних матчах.
У національній збірній Іспанії дебютував 29 травня 2016 року в матчі проти збірної Боснії та Герцеговини (3:1), а наступного місяця поїхав з командою на Євро-2016, але не провів жодної гри на чемпіонаті Європи. Загалом зіграв за збірну у 4 іграх.
| Дата       | Місто        | Господарі  | Результат | Гості                | Турнір           | Голи | Примітки |
| ---------- | ------------ | ---------- | --------- | -------------------- | ---------------- | ---- | -------- |
| 29-5-2016  | Санкт-Галлен | Іспанія    | 3 – 1     | Боснія і Герцеговина | товариський матч | -    |          |
| 1-6-2016   | Зальцбург    | Іспанія    | 6 – 1     | Південна Корея       | товариський матч | -    |          |
| 7-6-2016   | Хетафе       | Іспанія    | 0 – 1     | Грузія               | товариський матч | -    | 46'      |
| 11-11-2020 | Амстердам    | Нідерланди | 1 – 1     | Іспанія              | товариський матч | -    |          |
| Усього     |              | Матчів     | 4         |                      | Голів            | 0    |          |

## Досягнення
«Арсенал»
- Володар Кубка Англії (3): 2014/15, 2016/17, 2019/20
- Володар Суперкубка Англії (3): 2015, 2017, 2020

«Реал Бетіс»
- Володар Кубка Іспанії (1): 2021/22